# Duitsland op het Eurovisiesongfestival 2025
Duitsland nam deel aan het Eurovisiesongfestival 2025 in Bazel, Zwitserland. Het was de 68ste deelname van het land aan het Eurovisiesongfestival. De ARD was verantwoordelijk voor de Duitse bijdrage voor de editie van 2024.
Het duo Abor & Tynna deed voor Duitsland mee met het nummer Baller.

## Achtergrond
Chefsache ESC 2025 – Wer singt für Deutschland? werd als nieuwe nationale finale gebruikt om een Duitse kandidaat te kiezen. De reeks bestond uit twee 'heats', een halve finale en een finale op 1 maart 2025. 24 kandidaten namen deel, waarvan er 14 in de halve finales stonden, en uiteindelijk 9 in de grote finale, dat door Barbara Schöneberger gepresenteerd werd. In de finale zou enkel door middel van televoting de kandidaat gekozen worden.

## Chefsache ESC 2025

### Deelnemers
Op 4 februari 2025 werden de 24 deelnemers bekendgemaakt. In de eerste twee selectierondes strijden deelnemers met covers of met eigen nummers. De band From Fall to Spring deed in 2023 al mee aan de Duitse voorronde.

### Heats
De twee op televisie uitgezonden heats vonden plaats op 14 en 15 februari 2025. In elke heat voerde elk van de twaalf deelnemende artiesten een covernummer of een van hun oudere nummers uit, en een deskundige jury selecteerde zeven acts om door te gaan naar de halve finale. Het jurypanel voor beide shows bestond uit Stefan Raab, zangeres en actrice Yvonne Catterfeld en presentatrice Elton, terwijl de Duitse deelnemer uit 2004 Max Mutzke en singer-songwriter Johannes Oerding respectievelijk als gastjuryleden in de eerste en tweede heat werden gepresenteerd.
| Artiest             | Lied                                         | Songwriter(s) | Resultaat    |
| ------------------- | -------------------------------------------- | ------------- | ------------ |
| JULIKA              | "Run" (Leona Lewis)                          | cover         | geavanceerd  |
| Benjamin Braatz     | "Breakfast"                                  | eigen lied    | geavanceerd  |
| Fannie              | "Easy"                                       | eigen lied    | geëlimineerd |
| Chase               | "Million Years Ago" (Adele)                  | cover         | geëlimineerd |
| Enny-Mae x Paradigm | "Arcade" (Duncan Laurence)                   | cover         | geëlimineerd |
| Jonathan Henrich    | "Golden Hour" (Jvke)                         | cover         | geavanceerd  |
| Feuerschwanz        | "Dragostea din tei" (O-Zone)                 | cover         | geavanceerd  |
| Cage                | "Wrong Places" (H.E.R.)                      | cover         | geavanceerd  |
| Equa Tu             | "Gaga"                                       | eigen lied    | geëlimineerd |
| Janine              | "Can't Help Falling in Love" (Elvis Presley) | cover         | geëlimineerd |
| COSBY               | "Loved for Who I Am"                         | eigen lied    | geavanceerd  |
| Abor & Tynna        | "Skyfall" (Adele)                            | cover         | geavanceerd  |

| Artiest             | Lied                                             | Songwriter(s) | Resultaat    |
| ------------------- | ------------------------------------------------ | ------------- | ------------ |
| ADINA               | "In the Air Tonight"                             | eigen lied    | geëlimineerd |
| Cloudy June         | "Sad Girl Era"                                   | eigen lied    | geavanceerd  |
| From Fall to Spring | "Control"                                        | eigen lied    | geavanceerd  |
| JALN                | "Lose Control" (Teddy Swims)                     | cover         | geavanceerd  |
| LEONORA             | "Good Day"                                       | eigen lied    | geavanceerd  |
| LYZA                | "Voilà" (Barbara Pravi)                          | cover         | geavanceerd  |
| Moss Kena           | "Die with a Smile" (Lady Gaga & Bruno Mars)      | cover         | geavanceerd  |
| NI-KA               | "The Way You Make Me Feel" (Michael Jackson)     | cover         | geëlimineerd |
| Noah Levi           | "There's Nothing Holdin' Me Back" (Shawn Mendes) | cover         | geëlimineerd |
| Parallel            | "Noi"                                            | eigen lied    | geëlimineerd |
| The Great Leslie    | "Fix You" (Coldplay)                             | cover         | geavanceerd  |
| Vincent Varus       | "Coffee"                                         | eigen lied    | geëlimineerd |

### Semi-finale
De op televisie uitgezonden halve finale vond plaats op 22 februari 2025. De overige 14 deelnemende artiesten zouden hun kandidaat-Eurovisieliedjes uitvoeren en een deskundige jury zou negen acts selecteren die door zouden gaan naar de finale. Het jurypanel bestond uit Stefan Raab, zangeres en actrice Yvonne Catterfeld, presentator Elton en singer-songwriter Max Giesinger als gastjurylid.
| Artiest             | Lied                                  | Taal          | Songwriter(s)                                                                                    | Resultaat    |
| ------------------- | ------------------------------------- | ------------- | ------------------------------------------------------------------------------------------------ | ------------ |
| Feuerschwanz        | "Knightclub"                          | Duits, Engels | M: Ben Metzner, Hans Platz; T: Ben Metzner, Dag-Alexis Kopplin, Peter Henrici                    | geavanceerd  |
| Benjamin Braatz     | "Like You Love Me"                    | Engels        | M/T: Benjamin Braatz                                                                             | geavanceerd  |
| Cloudy June         | "If Jesus Saw What We Did Last Night" | Engels        | M/T: Cloudy June, Amanda Cy, Maarten Paul                                                        | geavanceerd  |
| Cosby               | "I'm Still Here"                      | Engels        | M/T: Robin Karow, Marie Kobylka, Kilian Reischl                                                  | geavanceerd  |
| Jaln                | "Weg von dir"                         | Duits         | M/T: Worthington Jalen Davis                                                                     | geëlimineerd |
| From Fall to Spring | "Take the Pain Away"                  | Engels        | M/T: Philip Wilhelm, Lukas Wilhelm, Simon Triem, Sebastian Monzel, León Arend, Benedikt Veith    | geëlimineerd |
| Jonathan Henrich    | "Golden Child"                        | Engels        | M/T: Jonathan Henrich                                                                            | geëlimineerd |
| Abor & Tynna        | "Baller"                              | Duits         | M/T: Alexander Hauer, Attila Bornemisza, Tünde Bornemisza                                        | geavanceerd  |
| Leonora             | "This Bliss"                          | Engels        | M/T: Leonora Margarethe Huth                                                                     | geavanceerd  |
| Julika              | "Empress"                             | Engels        | M/T: Julika Lüer, Peter Krick                                                                    | geavanceerd  |
| Lyza                | "Lovers on Mars"                      | Engels        | M/T: Anderz Wrethov, Julie Aagaard, Thomas Stengaard, Vasilisa Subotic                           | geavanceerd  |
| Moss Kena           | "Nothing Can Stop Love"               | Engels        | M/T: Thomas McKenna, Hitimpulse, Martin Gallop, Matthew Thomas Paul Holmes, Philip Anthony Leigh | geavanceerd  |
| The Great Leslie    | "These Days"                          | Engels        | M/T: Alfie Pawsey, Freddie Miles, Oliver Trevers, Ryan Lavender                                  | geavanceerd  |
| Cage                | "Golden Hour"                         | Engels        | M/T: Orkun Akcil, Karolin Gärtner                                                                | geëlimineerd |

### Finale
| Artiest          | Lied                    | Taal          | Songwriter(s)                                                                                    | Resultaat |
| ---------------- | ----------------------- | ------------- | ------------------------------------------------------------------------------------------------ | --------- |
| Abor & Tynna     | "Baller"                | Duits         | M/T: Alexander Hauer, Attila Bornemisza, Tünde Bornemisza                                        | 34,9%     |
| Benjamin Braatz  | "Like You Love Me"      | Engels        | M/T: Benjamin Braatz                                                                             |           |
| Cosby            | "I'm Still Here"        | Engels        | M/T: Robin Karow, Marie Kobylka, Kilian Reischl                                                  |           |
| Feuerschwanz     | "Knightclub"            | Duits, Engels | M: Ben Metzner, Hans Platz; T: Ben Metzner, Dag-Alexis Kopplin, Peter Henrici                    |           |
| Julika           | "Empress"               | Engels        | M/T: Julika Lüer, Peter Krick                                                                    |           |
| Leonora          | "This Bliss"            | Engels        | M/T: Leonora Margarethe Huth                                                                     | 7%        |
| Lyza             | "Lovers on Mars"        | Engels        | M/T: Anderz Wrethov, Julie Aagaard, Thomas Stengaard, Vasilisa Subotic                           | 31,1%     |
| Moss Kena        | "Nothing Can Stop Love" | Engels        | M/T: Thomas McKenna, Hitimpulse, Martin Gallop, Matthew Thomas Paul Holmes, Philip Anthony Leigh | 22,6%     |
| The Great Leslie | "These Days"            | Engels        | M/T: Alfie Pawsey, Freddie Miles, Oliver Trevers, Ryan Lavender                                  | 4,4%      |

## In Bazel
Als lid van de vijf grote Eurovisielanden mocht Duitsland automatisch deelnemen aan de grote finale, op zaterdag 17 mei 2024. Opwarmen deed het in de tweede halve finale, waar het land ook al punten mocht uitdelen. In de grote finale trad het land aan als 16de act na Polen en voor Griekenland. Abor & Tyna kregen 151 punten en behaalden daarmee de 15de plaats.

#### Punten gegeven door Duitsland
| Score     | 2e halve finale |             | Finale      | Finale |
| Score     | Televoting      | Vakjury     | Televoting  |        |
| 12 punten | Israël          | Oostenrijk  | Israël      |        |
| 10 punten | Griekenland     | Frankrijk   | Griekenland |        |
| 8 punten  | Letland         | Malta       | Albanië     |        |
| 7 punten  | Litouwen        | Zwitserland | Polen       |        |
| 6 punten  | Finland         | Griekenland | Oostenrijk  |        |
| 5 punten  | Oostenrijk      | Italië      | Zweden      |        |
| 4 punten  | Denemarken      | Zweden      | Estland     |        |
| 3 punten  | Luxemburg       | Israël      | Oekraïne    |        |
| 2 punten  | Australië       | Polen       | Italië      |        |
| 1 punt    | Servië          | Noorwegen   | IJsland     |        |

1956 · 1957 · 1958 · 1959 · 1960 · 1961 · 1962 · 1963 · 1964 · 1965 · 1966 · 1967 · 1968 · 1969 · 1970 · 1971 · 1972 · 1973 · 1974 · 1975 · 1976 · 1977 · 1978 · 1979 · 1980 · 1981 · 1982 · 1983 · 1984 · 1985 · 1986 · 1987 · 1988 · 1989 · 1990 · 1991 · 1992 · 1993 · 1994 · 1995 · 1996 · 1997 · 1998 · 1999 · 2000 · 2001 · 2002 · 2003 · 2004 · 2005 · 2006 · 2007 · 2008 · 2009 · 2010 · 2011 · 2012 · 2013 · 2014 · 2015 · 2016 · 2017 · 2018 · 2019 · 2020 · 2021 · 2022 · 2023 · 2024 · 2025
Albanië · Armenië · Australië · Azerbeidzjan · België · Cyprus · Denemarken · Duitsland · Estland · Finland · Frankrijk · Georgië · Griekenland · Ierland · IJsland · Israël · Italië · Kroatië · Letland · Litouwen · Luxemburg · Malta · Montenegro · Nederland · Noorwegen · Oekraïne · Oostenrijk · Polen · Portugal · San Marino · Servië · Slovenië · Spanje · Tsjechië · Verenigd Koninkrijk · Zweden · Zwitserland